# Arenella
Arenella ist der 14. von den 30 Stadtteilen (Quartieri) der süditalienischen Hafenstadt Neapel. Er liegt westlich des Historischen Zentrums (Centro Storico) und gehört sozioökonomisch gesehen zu den wohlhabenden Stadtteilen.

## Geographie und Demographie
Arenella ist 5,25 Quadratkilometer groß und hatte im Jahr 2009 63.582 Einwohner.